# Oryx Douala
Oryx Douala is een Kameroense voetbalclub uit Douala die zijn grootste successen kende in de jaren 60. In 1964 won de club de allereerste Afrikaanse beker der kampioenen. De club ontstond in 1928 als een fusie van Lumière de Bonapriso en Requin de Bali.

## Erelijst
- Cameroon Premiere Division
  - 1961, 1962, 1963, 1964, 1965, 1967
- Cameroon Cup
  - 1956 (vóór de onafhankelijkheid), 1963, 1968, 1970
- African Cup of Champions Clubs
  - 1964